# Diversinervus paradisicus
Diversinervus paradisicus är en stekelart som först beskrevs av Victor Ivanovitsch Motschulsky 1863.  Diversinervus paradisicus ingår i släktet Diversinervus och familjen sköldlussteklar. Inga underarter finns listade i Catalogue of Life.